# Tristan de Clermont-Lodève
Barthélemy Guilhem, dit Tristan de Clermont-Lodève, connu en Italie sous le nom de « Tristano di Chiaromonte », né vers 1380, en Languedoc, et mort 3 janvier 1441,, est un comte de Copertino et un seigneur de Clermont-Lodève, et le père de la reine consort de Naples, Isabelle de Tarente.

## Biographie

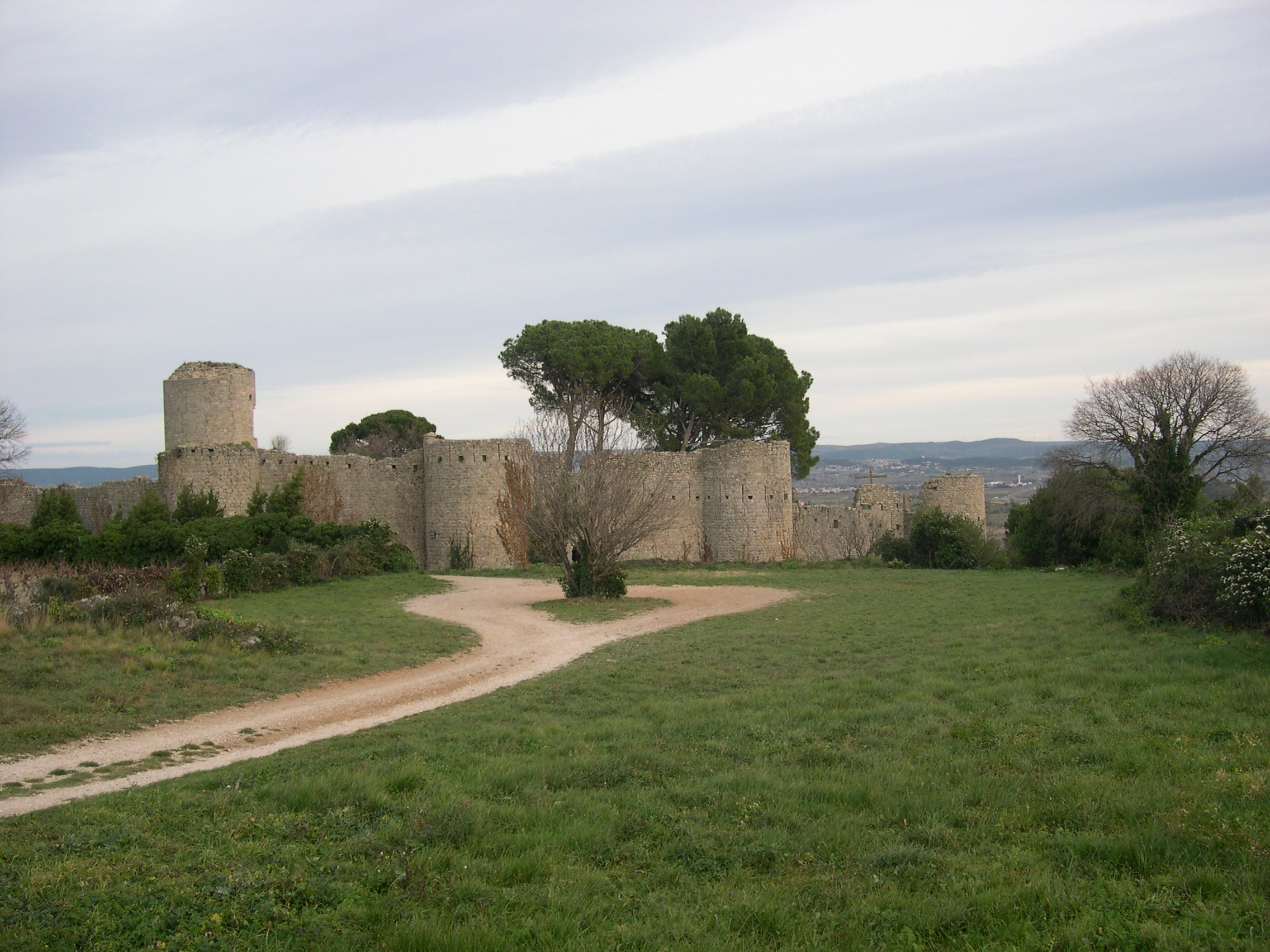
Le château des Guilhem à Clermont-l'Hérault (autrefois Clermont-Lodève)

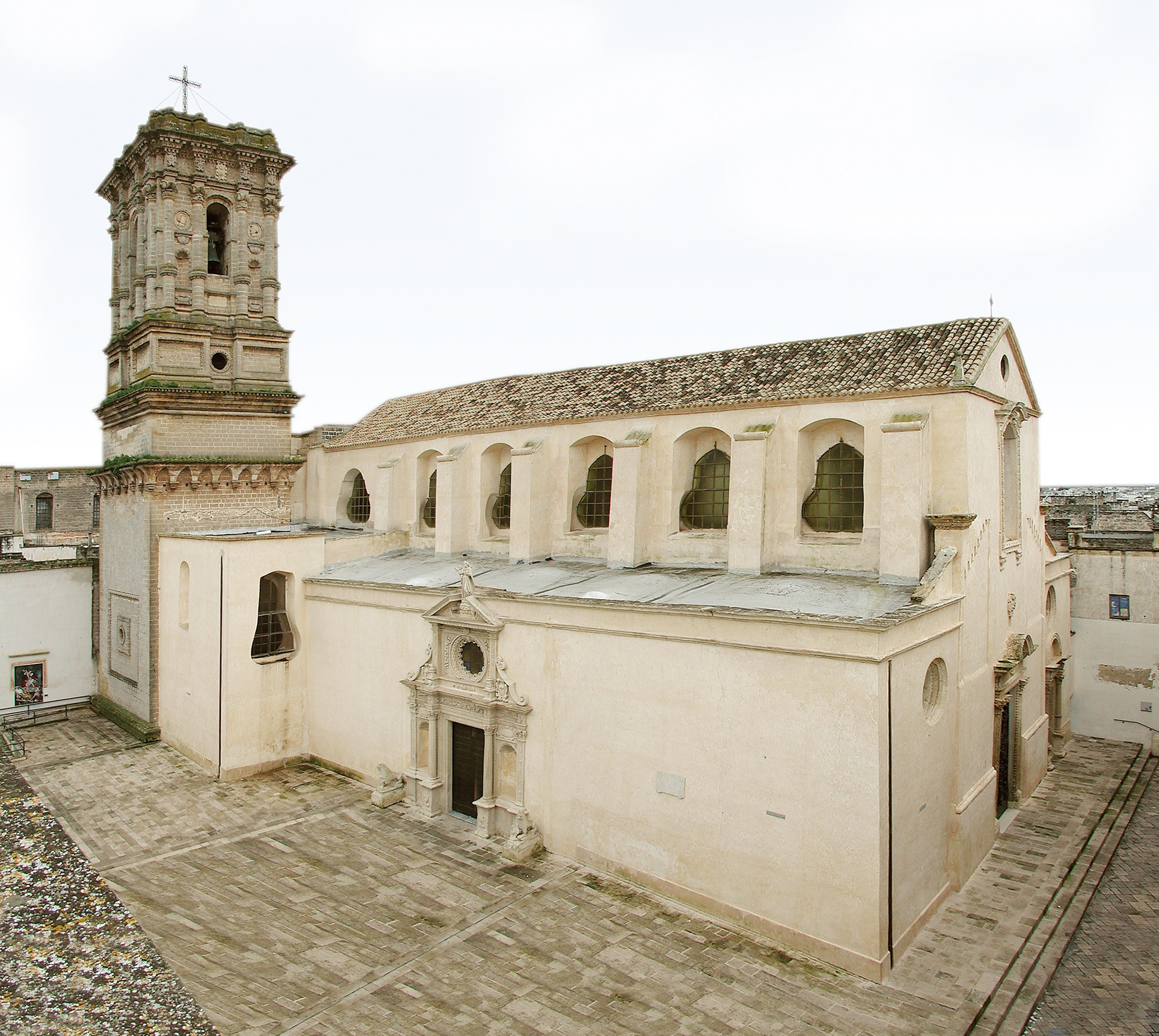
La basilique royale et pontificale Santa Maria ad Nives à Copertino qui abrite le mausolée de Tristan de Clermont

Barthélemy Guilhem, naît vers 1380 en Languedoc. Il est le second fils de Déodat II de Clermont-Lodève et de son épouse Isabelle de Roquefeuil. Il appartient très jeune à l'entourage de Jacques II de Bourbon, comte de la Marche et de Castres, avec lequel il combat à bataille de Nicopolis en 1396. Il l'accompagne probablement dans ses autres entreprise et fait partie des seigneurs français qui l'accompagnent lorsqu'il épouse, en 1415, la reine Jeanne II de Naples.
Tristan de Clermont fait partie des seigneurs français sur lesquels Jacques de Bourbon choisit de s'appuyer pour conforter son pouvoir, que son épouse lui conteste au royaume de Naples. Le 1er novembre 1415, il épouse Catherine Orsini del Balzo (it), fille de Raymond des Ursins des Baux (en italien : Raimondo Orsini del Balzo) et de Marie d'Enghien. Tristan descend des seigneurs de Clermont-Lodève qui avaient contracté des mariages avec des membres de la Maison des Baux de la branche des princes d'Orange, son épouse ne peut pas être suspectée de contracter une mésalliance.
Marie d'Enghien a mis dans la corbeille de noces du couple le comté de Cupertino, en tant que dot de sa fille, qui comprend une partie des terres et des droits sur Ceglie Messapica, Copertino, Galatone, Ginosa, Laterza, Leverano, et Matera,,.
En 1419, Tristan de Clermont reçoit en fief Veglie qu'il entreprend de fortifier.
Vers 1423, il succède, à la tête de la seigneurie familiale, à son frère Arnaud de Clermont. Celle-ci comprend, outre Clermont-Lodève, la vicomté de Nébouzon, la baronnie de Brusque, la seigneurie de Saint-Gervais et des parts dans diverses co-seigneuries comme celle de Boussagues.
Il passe notamment un accord, le 6 juillet 1423 qui permet à un certain Déodat Bruguières de faire paître son bétail sur le terroir de Clermont-Lodève moyennant une redevance de annuelle de deux setiers d'avoine. Le 27 juillet 1424, il est témoin, au château de Roquecourbe, du contrat de mariage entre Bernard d'Armagnac, comte de Pardiac, vicomte de Carlat et de Murat et Éléonore de Bourbon, fille unique de Jacques de Bourbon et de sa première épouse Béatrice d'Évreux-Navarre,.
Entre le 20 octobre 1424 et le 1er novembre 1424, Tristan de Clermont est à Venise où il sollicite l'autorisation d’affréter une galère pour le conduire à Lecce .
Le 30 septembre 1428, au château de Copertino, Tristan de Clermont, qui prévoit probablement de se rendre en France, rédige un testament qui nous informe à propos de sa descendance. Ce voyage n'eut probablement lieu qu'après le décès de son épouse, le 24 novembre 1429. Il envisage bientôt de se remarier, et entreprend le 26 février 1431 des négociations afin d'épouser Louise de la Tour d'Auvergne, fille de Bertrand de La Tour d'Auvergne.
Le 23 juillet 1431, il assiste, en tant que témoin, au palais épiscopal de Béziers de l'hommage que rend Odet de Lomagne à Jean Ier de Foix pour la baronnie des Angles au comté de Bigorre, et pour le château de Serignac. Jean de Foix exerçait alors, pour le compte de Charles VII, la fonction de gouverneur du Languedoc. Cette cérémonie fut tenue dans le cadre d'une réunion des États de Languedoc.
Entre 1431 et 1436, Tristan de Clermont-Lodève et son fils Raymond cèdent la seigneurie de Clermont-Lodève et leurs autres biens en France à leur fille et sœur Antoinette de Guilhem de Clermont-Lodève et à son époux Pons de Caylus, seigneur de Castelnau de Bretenoux, à condition que Pons de Caylus relève le nom et les armoiries des Clermont-Lodève.

## Famille directe et descendance
Le testament que Tristan de Clermont-Lodève passe, le 30 septembre 1429, devant le notaire Giovanni de Rotigio, et en présence de témoins dont certains sont français, avec le conseil d'un célèbre juriste, Francesco Ammirato, venu de Lecce, nous renseigne sur la composition de sa famille qui comprend six enfants :
- Raymond qui n'est pas encore majeur et qui est son légataire universel,
- Sancia qui est déjà mariée avec François II des Baux, duc d'Andria,
- Marguerite qui épousera plus tard Antonio Ventimiglia, marquis de Geraci Siculo, et grand amiral du royaume de Sicile,
- Isabelle, reine consort de Naples, femme du roi Ferdinand, avec une immense postérité.